# Daniel Leyva
Daniel Leyva (n. 28 de julio de 1949-Ciudad de México, 20 de octubre de 2019) fue un escritor, poeta y promotor cultural mexicano, ganador del Premio Xavier Villaurrutia de 1976 y del Premio Nacional de Novela José Rubén Romero de 1982, concedido por el Instituto Nacional de Bellas Artes de México.

## Biografía
Daniel Leyva nació el 28 de julio de 1949 en la Ciudad de México. Cursó la licenciatura en Letras en el Instituto Tecnológico y de Estudios Superiores de Monterrey y después estudió Literatura española y latinoamericana en la Universidad de París 8. Al terminar su carrera permaneció doce años en París, impartiendo clases de español en la Ecole Supérieure des Sciences Economiques et Comerciales. Fue durante su estancia en Francia que escribió sus primeras obras, como el poemario Crispal, que lo convirtió en ganador del Premio Xavier Villaurrutia. Al recibir la Beca Guggenheim regresa a su país y concluye de escribir la novela Una piñata llena de memoria, Joaquín Mortiz, e inicia su colaboración en el suplemento  Cultural Sábado, Dirigido por Don Fernando Benítez. Ingresa como promotor cultural en la Secretaría de Relaciones Exteriores. Contrae nupcias con Amelia Becerra Acosta Molina y procrea a su segunda y tercera hija  Daniela y Jimena Leyva Becerra Acosta. Su hija mayor Maya Leyva, permanece residiendo en Francia.
Su labor profesional siempre ha estado relacionada con el arte y la difusión de la cultura, entre otros puestos ha sido director de Difusión Cultural en la Dirección General de Asuntos Culturales de la Secretaria de Relaciones Exteriores de México; consejero cultural en la Embajada de México en Bruselas, Bélgica; director del Centro Nacional de Información y Promoción de la Literatura del Instituto Nacional de Bellas Artes (INBA); profesor de literatura en la Escuela de Escritores de la Sociedad General de Escritores de México; ministro para asuntos de cooperación en la Embajada de México en Portugal; subdirector general de Bellas Artes del INBA; y director de Difusión y Fomento a la Cultura del Instituto Politécnico Nacional.
Leyva ha colaborado con diferentes medios impresos como: Casa del Tiempo, Diálogos, Revista Mexicana de Cultura, Revista de la Universidad de México y «Sábado» —suplemento de Unomásuno—.

## Reconocimientos y premios
Daniel Leyva recibió el Premio Xavier Villaurrutia por su poemario Crispal en 1976; la Beca Guggenheim otorgada por la John Simon Guggenheim Memorial Foundation en 1981; el Premio Nacional de Novela José Rubén Romero por Una piñata llena de memoria en 1982, concedido por el Instituto Nacional de Bellas Artes y el Gobierno del Estado de Michoacán; el grado de Comendador de la Orden del rey Leopoldo II de Bélgica en 1993; y el incentivo  del Sistema Nacional de Creadores de Arte del Fondo Nacional para la Cultura y las Artes en 2000.

## Obra
Entre sus obras se encuentran:

### Novela
- ¿ABCDErio o ABCeDamo? (1980)
- Una piñata llena de memoria (1984)
- El cementerio de los placeres (2000)
- El espejo equivocado (2005)
- Administración de Duelo S.A (2018)

### Poesía
- El león de los diez caracoles (1972)
- Crispal (1976)
- El león de los diez caracoles y otros poemas (1980)
- Talabra (1980)
- La cifra de los pasos (1994)
- Al carbón (1996)
- Divertimento (2020)

### Antología
- La región menos transparente: antología poética de la ciudad de México (2003)
- El vuelo del colibrí: antología de la prosa breve mexicana (2016)